# Jumbo
För andra betydelser, se Jumbo (olika betydelser).

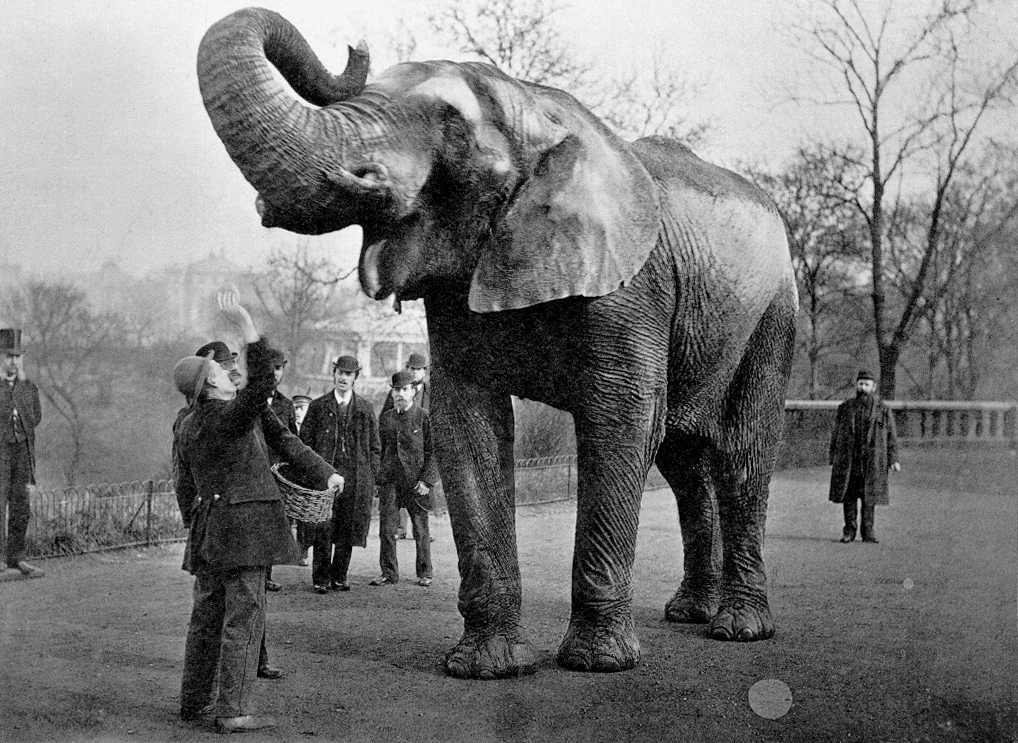
Jumbo.

Jumbo, född i december 1860 i Franska Sudan, död 15 september 1885 i St. Thomas, Ontario i Kanada, var en känd elefant. Jumbo ska ha mätt 3,25 meter i mankhöjd när han bodde på London Zoo, och påstås ha varit närmare 4 meter vid sin död. Han var därmed en mycket stor elefant.

## Biografi

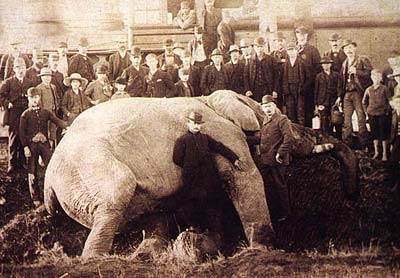
Jumbo i St. Thomas, Ontario efter att ha blivit påkörd av ett lokomotiv.

Jumbo, vars namn kommer från ordet för hövding på swahili, jumbe, egentligen "stor skapelse" eller "stort kreatur", var en afrikansk elefant, född i Franska Sudan omkring 1860, och importerad till Frankrike, där han hölls i djurparken Jardin des Plantes nära Gare du Sud (Gare d'Austerlitz) i Paris. Den 26 juni 1865 byttes han mot en indisk pansarnoshörning och hamnade på London Zoo där han blev mycket populär som riddjur. Han såldes av London Zoo 1882 till amerikanen P. T. Barnum, ägare av "The Greatest Show on Earth", Circus Barnum & Bailey. 
Jumbo dog på en rangerbangård i St. Thomas, Ontario, Kanada när ett lokomotiv körde in i honom den 15 september 1885. På denna plats står i dag en staty över Jumbo medan hans skelett är utställt på American Museum of Natural History i New York.

## Jumbo i kulturen
Dumbos mamma kallas fru Jumbo. Jumbo var också namnet på en tecknad serie om elefanten Jumbo, tecknad av Einar Norelius och publicerad på 1930- och 1940-talen.
Jumbo nämns bland annat i barnsången "Sköna färger", skriven av Olle Widestrand, som bland annat innehåller textraden Grå är Jumbo elefant, han med snabeln tutar grant, tutar grant!".
Den kanadensiske ishockeyspelaren Joe Thorntons (193 cm, 107 kg) smeknamn är "Jumbo Joe" vilket är en hyllning till elefanten Jumbo. Thorntons födelsestad är St. Thomas i Ontario där Jumbo dog år 1885.

## Jumbo som synonym
Jumbo har på grund av sin storlek kommit att bli synonym för allt möjligt stort. Ett exempel är jumbojet, som flygplanstypen Boeing 747 brukar kallas, M4A3E2 "Jumbo", en tungpansrad variant av stridsvagnen M4 Sherman, och köpcentret Jumbo i Finland.
Missförståndet att en stor elefant är klumpig och slö, resulterade i att ordet jumbo så småningom även kom att betyda "den som kommer sist i en tävling".[källa behövs] Uttrycket jumbo, tabelljumbo eller jumbolag är särskilt vanligt vid tal om seriespel i sport- och tävlingssammanhang.